# Calatafimi-Segesta
Pour les articles homonymes, voir Calatafimi et Segesta (homonymie).
Calatafimi-Segesta est une commune de la province de Trapani dans la région Sicile, en Italie.

## Histoire
Le nom officiel de la commune vient  de la présence, sur son territoire, de ruines de l'ancienne cité grecque de Ségeste, dont l'ancien amphithéâtre.
Au Moyen Âge, le bourg de Calathamet se compose d'un village arabe et d'un château normand. Ses vestiges, sur le site de Ponte Bagni, ont été fouillées par l'École française de Rome et de l'École des Hautes études en sciences sociales, entre 1979 et 1989.
C'est à Calatafimi qu'en janvier 1720, à la fin de la guerre de la quadruple alliance, le vice-roi et général espagnol marquis de Lede regroupa ses troupes menacées par les Impériaux de Mercy et surtout de Zumjunghen (Corr. Polit. Sardaigne 136 fol.. 8).
C'est sur une colline près de  Calatafimi, appelée  Pianto dei Romani, que, en 1860, Giuseppe Garibaldi rencontra pour la première fois les troupes des Bourbons dans une bataille appelée bataille de Calatafimi. Ce fut la première bataille importante de l'unification italienne (ou Risorgimento) et ce fut dans cette bataille que  Giuseppe Garibaldi  aurait émis ce fameux cri: «Ici. nous faisons l'Italie, ou nous mourons »
Calatafimi est antérieur à la conquête arabe de la Sicile du IXe siècle.  Sur la colline surplombant la ville, on trouve les ruines du château nommé Eufemio, probablement dérivé du nom de l'officier siculo-byzantin Euphèmios. Le nom Calatafimi provient de l'arabisation du nom de Château Euphemius en Kalat-al-fimi (Château de Fimi), qui fut italianisé sous le nom actuel.

## Administration
| Période                                  | Période | Identité | Étiquette | Qualité |
| ---------------------------------------- | ------- | -------- | --------- | ------- |
|                                          |         |          |           |         |
| Les données manquantes sont à compléter. |         |          |           |         |

### Hameaux
Sasi

### Communes limitrophes
Alcamo, Buseto Palizzolo, Castellammare del Golfo, Gibellina, Monreale, Salemi, Santa Ninfa, Trapani, Vita

## Personnalité liée à la commune
- Lina Prosa, journaliste et dramaturge